# Terlete
Terlete ist eine osttimoresische Siedlung im Suco Faturasa (Verwaltungsamt Remexio, Gemeinde Aileu).

## Geographie
Das Dorf Terlete liegt im Norden der Aldeia Raemerhei in einer Meereshöhe von 991 m. Die Hauptstraße des Sucos durchquert das Dorf und geht hinter dem Dorf im Osten in eine Piste über. Westlich liegt das Dorf Faculau, südlich das Dorf Centro und im Osten das Dorf Baru. Im nördlich gelegenen Tal verläuft der Lohun, im südlichen entspringt der Sulinsorei. Beide Flüsse sind Teil des Systems des Nördlichen Laclós.